# 쓰케멘

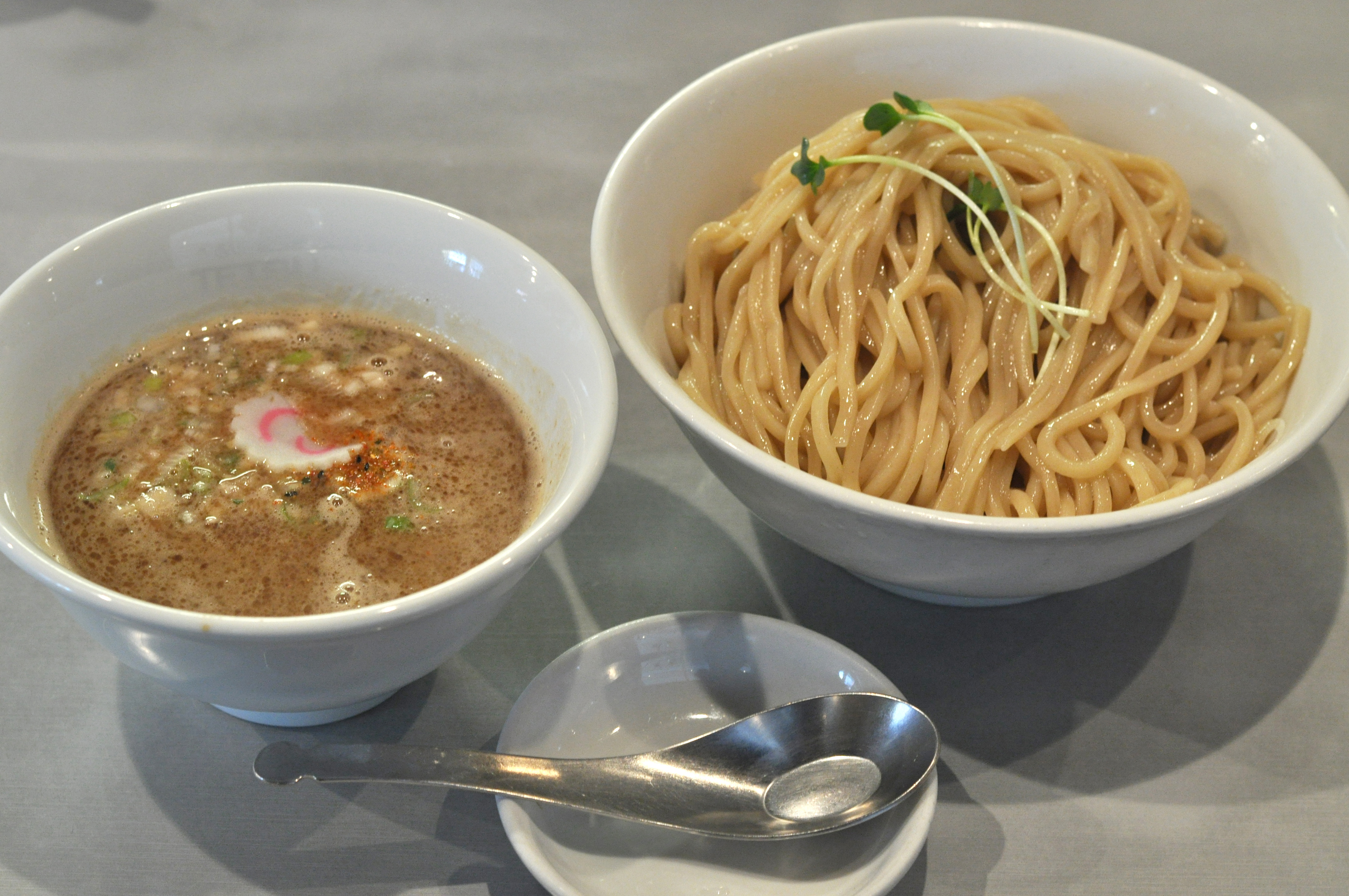
쓰케멘

쓰케멘(일본어: つけ麺, 문화어: 쯔께멩)은 '츠케멘'이라고도 불리며 통통한 라멘 면을 국물에 찍어 먹는 방식의 일본의 국수 요리다. 쓰케멘의 '쓰케'는 한자 '지(漬)'의 일본식 표기로 '담그다'는 의미다.

## 역사
쓰케멘 1961년 일본 도쿄의 유명한 라면 전문점인 다이쇼킨 레스토랑을 운영하던 야마기시 가즈오(1935-2015)가 만들었다. 1961년에 야마기시는 '차가운 소바와 찍어먹는 스프'라는 뜻의 "특별한 모리소바"라는 이름으로 식당의 메뉴에 이 음식을 추가했다. 그 당시에는 한 그릇에 40엔이었고, 타이쇼켄 레스토랑에서 유명한 메뉴가 되었다. 쓰케멘은 많은 사랑을 받아 도쿄와 일본 전역에서 매우 인기 있는 음식이 되었고, 쓰케멘만 전문적으로 파는 음식점들도 등장하게 되었다.

## 사진

다양한 쓰케멘
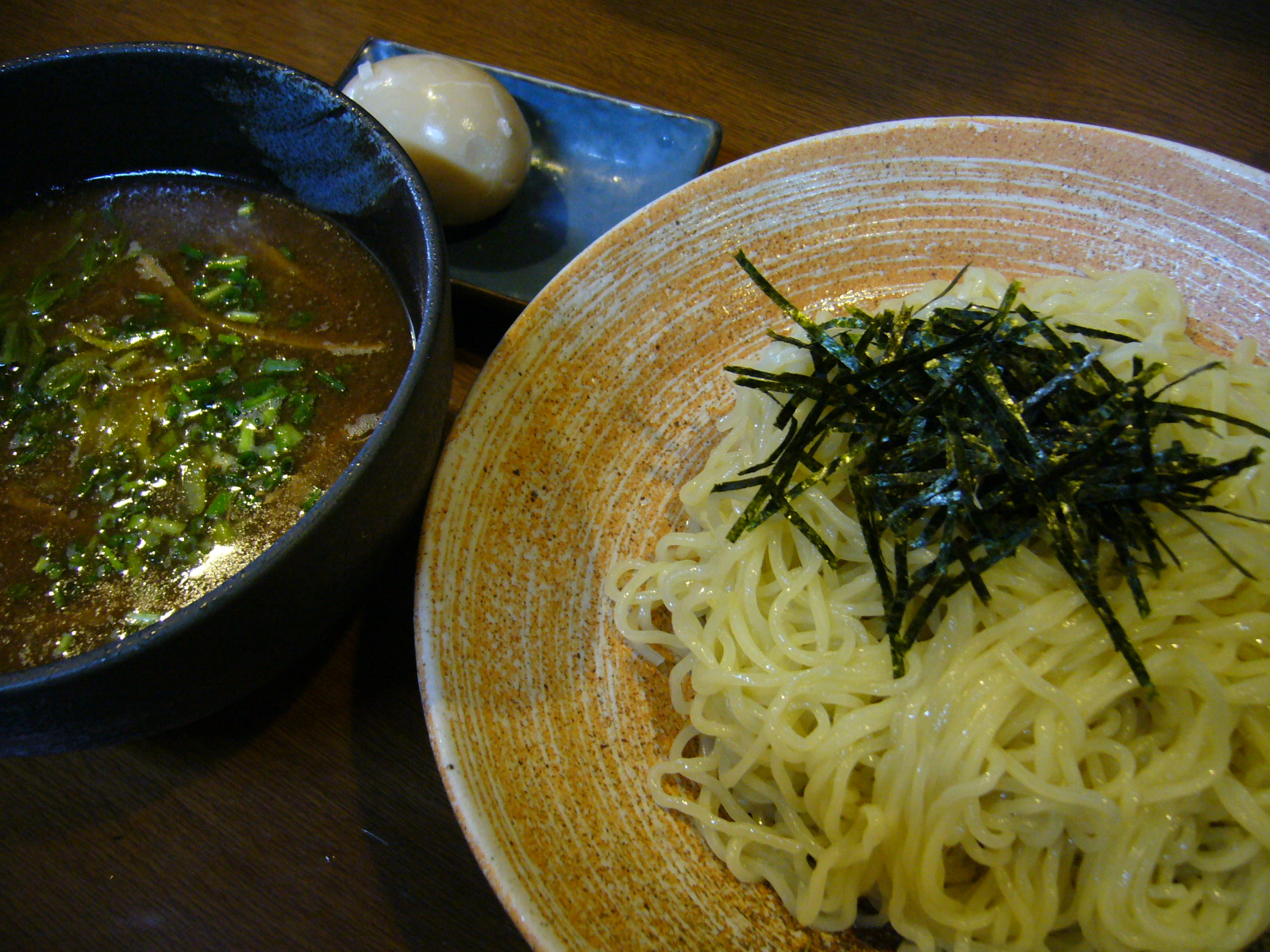
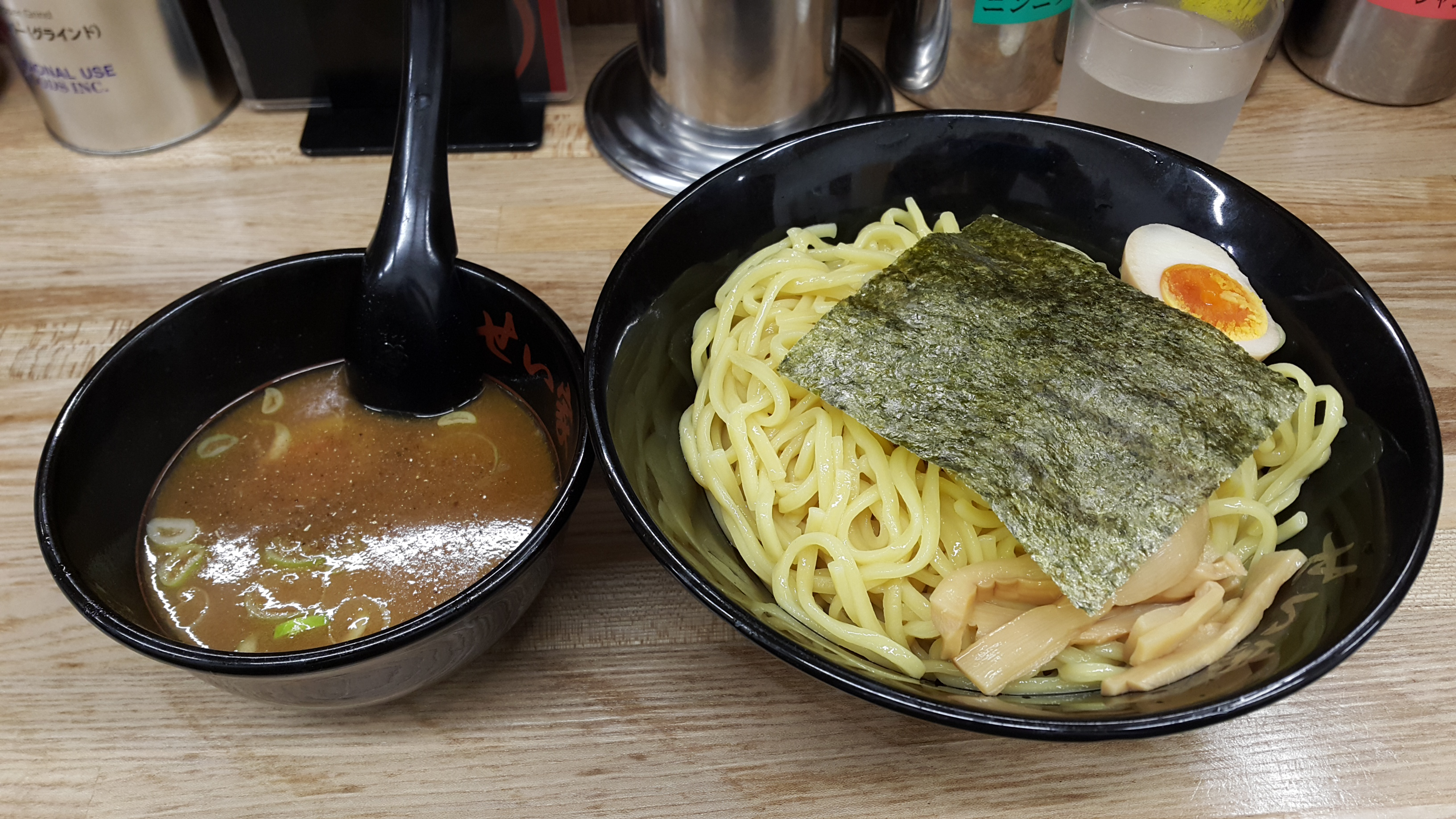
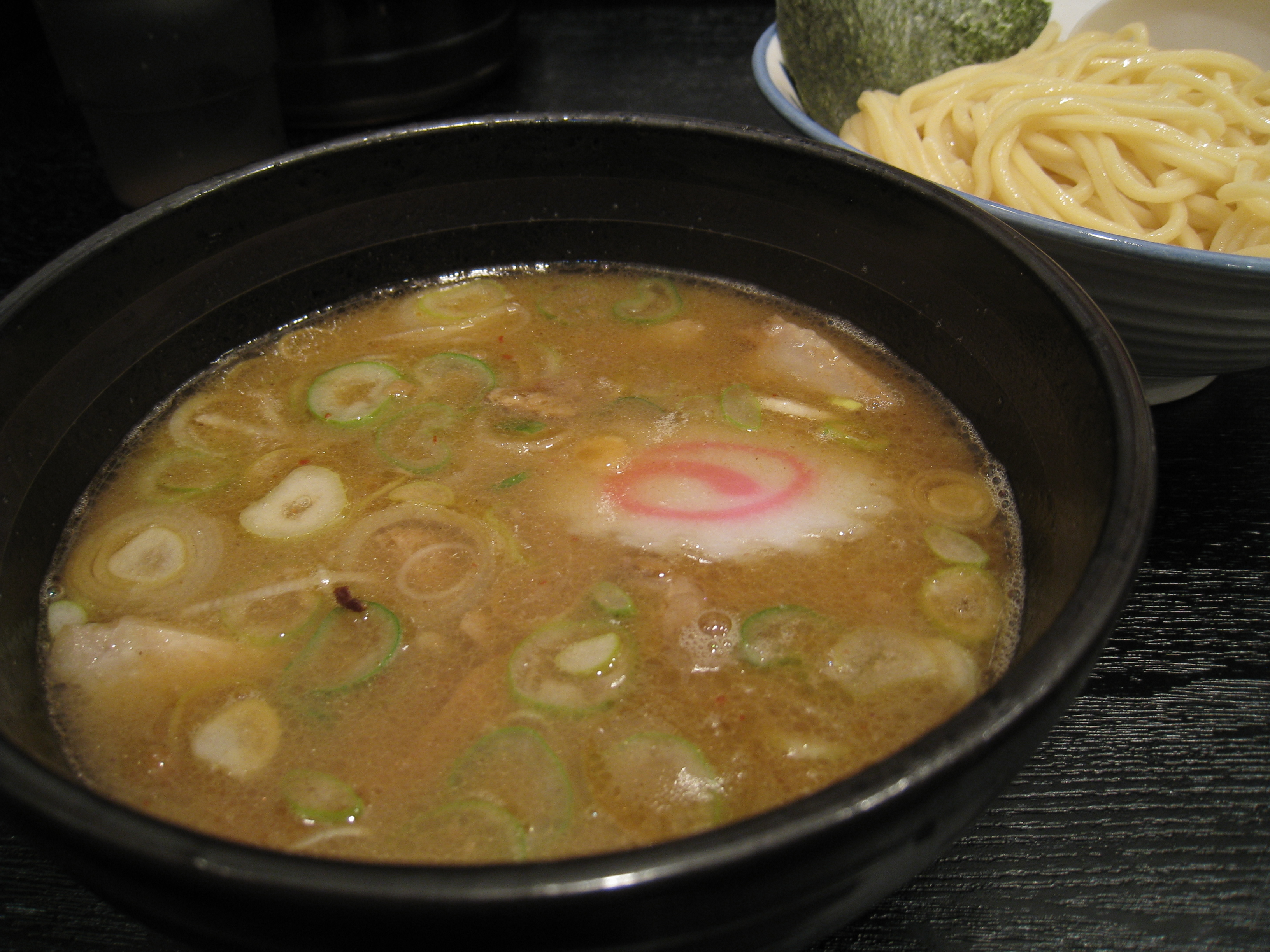
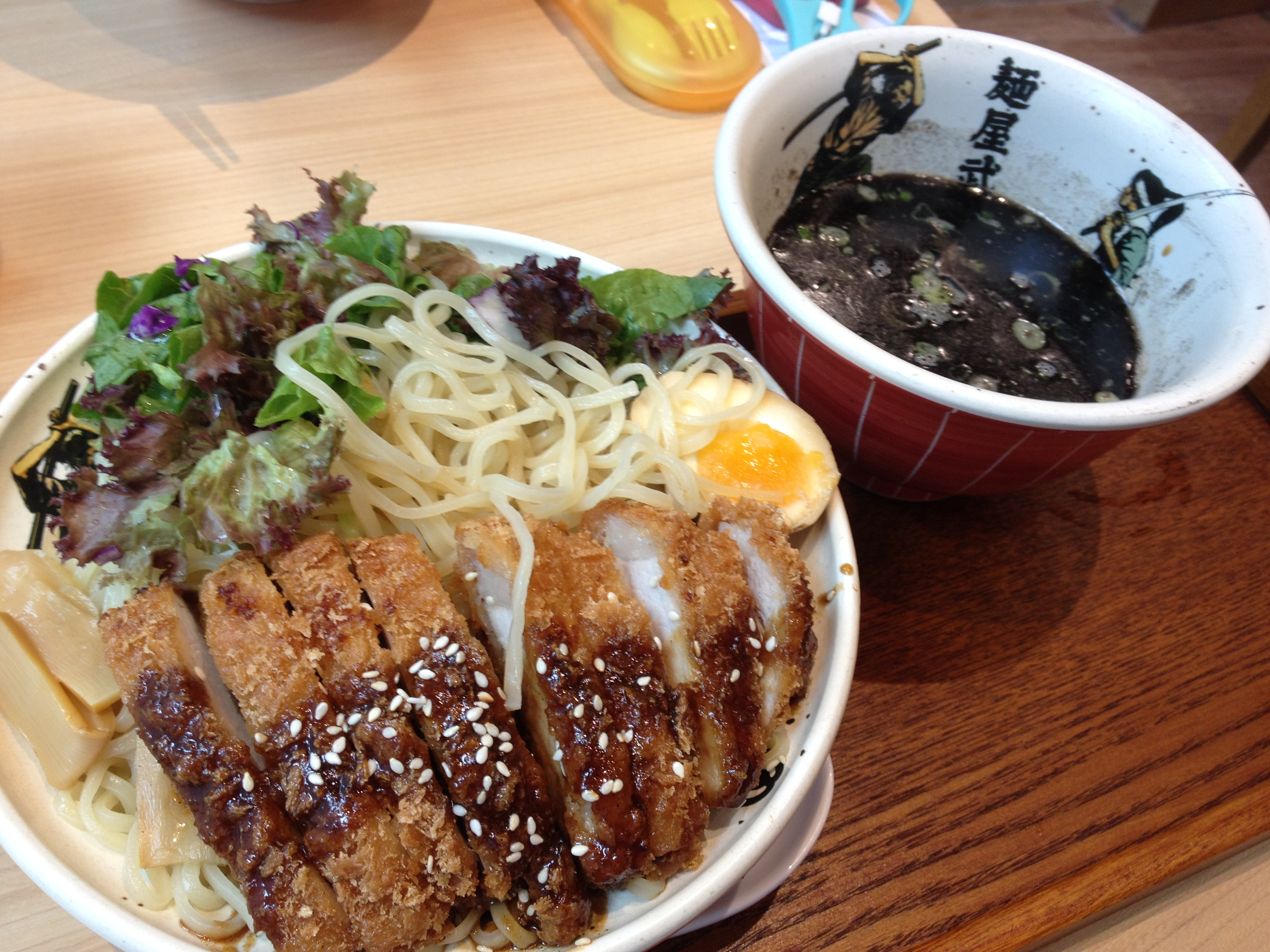
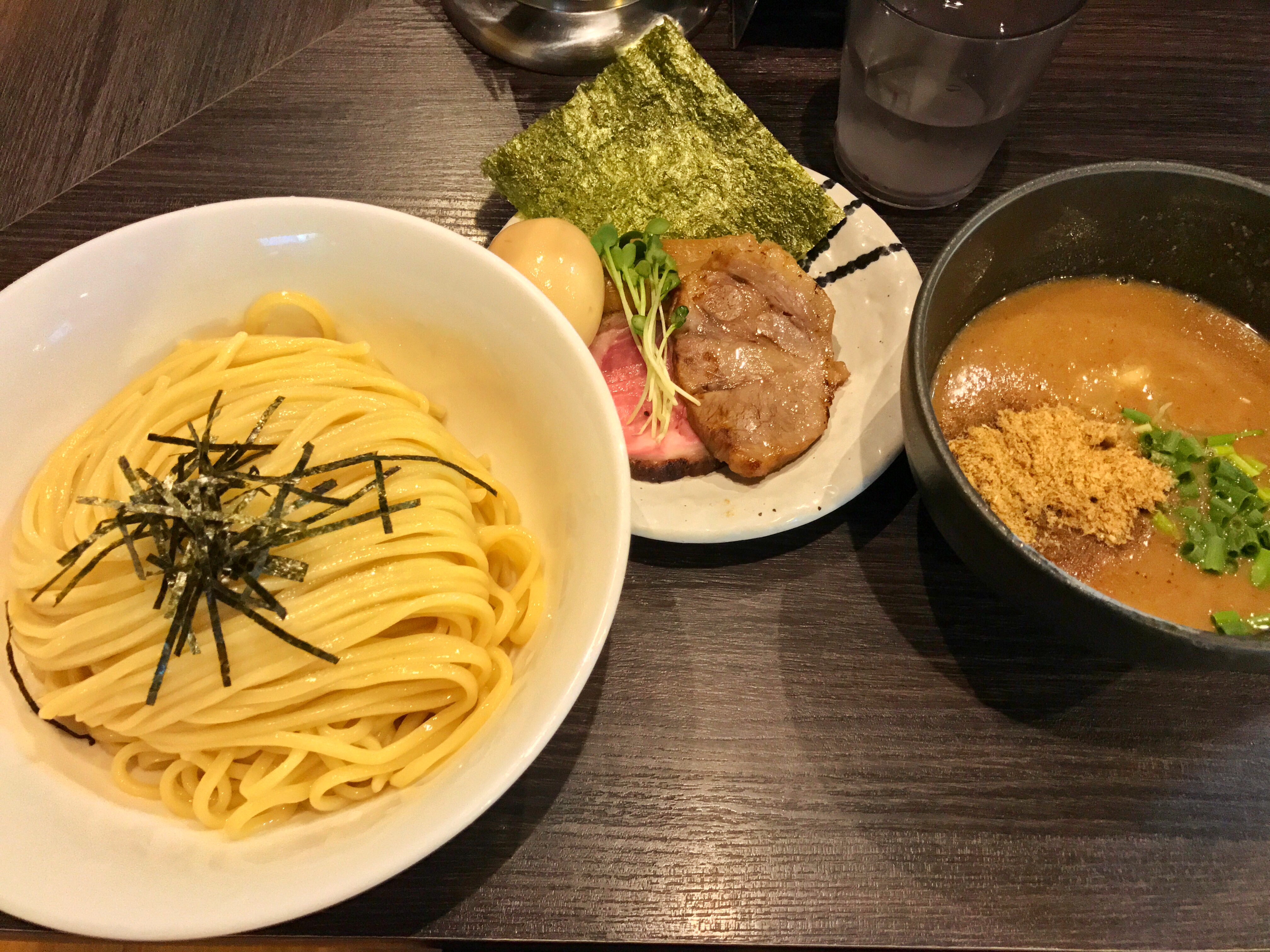
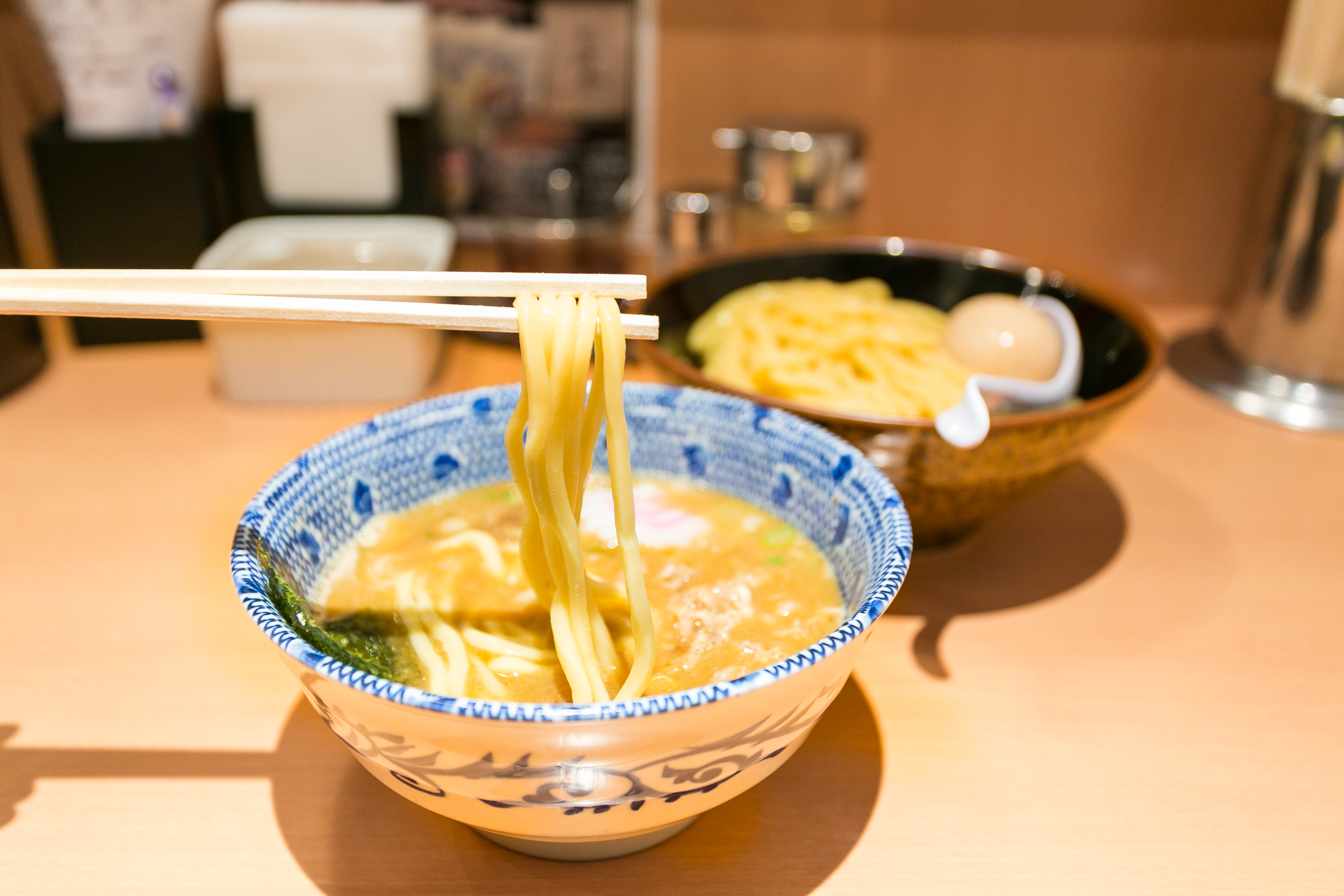